# جوناثان بيابياني
جوناثان بيابياني (بالإيطالية: Jonathan Biabiany) (مواليد 28 أبريل 1988 في باريس - فرنسا) لاعب كرة قدم فرنسي يلعب حاليا لصالح نادي بارما الإيطالي منذ موسم 2012-13. ويلعب في مركز المهاجم كما يجيد اللعب في مركز الوسط المهاجم والجناح الأيمن.أعتبر عام 2010 أسرع لاعب في الدوري الإيطالي.

## مسيرته الكروية

### بداياته
في الأصل من غوادلوب، أدى جوناثان بيابياني أول ظهور له في نادي كرة القدم لوبلا - ميسنيل، سين سان دنيس. وقد ذهب مستكشف المواهب لفريق إنتر ميلان في بطولة الهواة والتي خسر فيها فريقه ب6-4 ولكن بيابياني سجل الأهداف الأربعة كلها. في 2004، بيابياني أحضر لفريق هواة إنتر ميلان، حيث لعب في فريق الشباب لمدة عامين، وفاز في البطولة في عام 2007، مع زميله الشهير ماريو بالوتيلي. لعب لأول مرة في 17 يناير 2007 خلال ربع النهائي من كأس إيطاليا ضد نادي أمبولي، حيث حل محل لويس فيغو لمدة ربع ساعة بعد المباراة.

### إعارته
في أغسطس 2007، أعير اللاعب الفرنسي على سبيل الإعارة لنادي كييفو فيرونا في دوري الدرجة الثانية. وكان النادي يحتل المركز الأول ولكنه لم يستخدم أبدا. وتم نقله مجددا على سبيل الإعارة ل نادي مودينا في دوري الدرجة الثانية خلال فترة الانتقالات الشتوية 2008. وأبهر في النصف الأول من الموسم جراء لعبه له (15 مباريات في الدوري، وسجل هدف). مع فريق يكافح للبقاء في دوري الدرجة الثانية ونجح وأحرز المركز 16. والذي بقي فيه للموسم الثاني على التوالي وسجل 8 أهداف. وسمح للنادي بالبقاء في دوري الدرجة الثانية. وبعد ذلك انتقل ل نادي بارما الذي يلعب في دوري الدرجة الأولى ولعب أول مباراة ضد نادي أودينيزي. لكنه سرعان ما عاد إلى فريقيه السابق إنتر ميلان بصفقة شراء نصف عقده المتبقية ومع صفقة اللاعب الكيني ماكدونالد ماريجا ب2.5 مليون أرو.

## الإنجازات
- بطل كأس العالم للأندية 2010.

## روابط خارجية
- جوناثان بيابياني على موقع الاتحاد الدولي (مؤرشف)  (الإنجليزية)
- جوناثان بيابياني على موقع الاتحاد الأوربي (الإنجليزية)
- جوناثان بيابياني على موقع قاعدة بيانات كرة القدم.إي يو (الإنجليزية)
- جوناثان بيابياني على موقع Soccerbase.com (لاعب) (الإنجليزية)
- جوناثان بيابياني على موقع Soccerway.com (الإنجليزية)
- جوناثان بيابياني على موقع عالم كرة القدم.نت (الإنجليزية)
- جوناثان بيابياني على موقع AS.com (الإسبانية)